# Adetus brousii
Adetus brousii es una especie de escarabajo del género Adetus, familia Cerambycidae. Fue descrita científicamente por Horn en 1880.
Habita en los Estados Unidos (desde Kansas hasta México). Los machos y las hembras miden aproximadamente 7-11 mm. El período de vuelo de esta especie ocurre en los meses de mayo, junio, julio, agosto y septiembre. Las larvas de Adetus brousii inician su reproducción en tallos de Cucurbita (conocido como calabaza silvestre) y es posible que también lo hagan en varios géneros de la familia Cucurbitaceae. Esta especie se siente fuertemente atraída por las luces.